# Bezovje pri Šentjurju
Bezovje pri Šentjurju (phát âm [bɛˈzoːu̯jɛ pɾi ʃɛnˈtjuːɾju] or [bɛˈzoːu̯jɛ pɾi ʃənˈtjuːɾju];) là một khu định cư ở khu đô thị tự trị Šentjur, miền đông Slovenia. Nó nằm ngay bên ngoài thị trấn Šentjur, phía bắc của con đường khu vực dẫn về phía đông tới Šmarje pri Jelšah. Khu định cư, và toàn bộ khu đô thị, được bao gồm trong vùng thống kê Savinja, mà nó nằm trong phân vùng Slovenia của Công quốc lịch sử Styria.

## Tên gọi
Tên gọi của khu định cư được đổi từ Bezovje thành Bezovje pri Šentjurju vào năm 1953.